# Renault NN
Renault NN (свого часу відомий як Renault 6 CV) — легковий автомобіль, що виготовлявся компанією «Рено» у 1924—1930 рр.

## Історія
Вперше автомобіль представили на Паризькому автосалоні у 1924 р. як наступника моделям KJ та МТ. Комплектувався 4-циліндровим двигуном робочим об'ємом 951 см. куб. і по суті є подовженою версією МТ (з довшою на 200 мм колісною базою) з додатковими гальмівними механізмами на передніх колесах.
Зовнішній вигляд був дуже простим та характерним сімейству. Того часу на «Рено» радіатор розташовували позаду двигуна, що відображалось у характерних «зябрах» на боковинах капоту. 
Автомобіль розвивав максимальну швидкість у 60 км/год. Загалом було продано близько 150 тис. авт. У 1929 р. з'явився Renault NN2, більший та важчий. 
Модель змінила Renault Monasix, хоч остання була більшою та комплектувалась 6-циліндровим двигуном (невеликим по робочому об'єму). Тільки у 1937 р. виробник ввів заміну моделі класу 6 CV — Juvaquatre. 

## Моделі
- NN1: випускалася з 1924 по 1928 рік
- NN2: випускалася з 1928 по 1929 рік

## Деякі характеристики
- Максимальна швидкість: 70 км/год (43 миля/год)
- Максимальна потужність: 15 к.с. (6 CV), 17 к.с. (6 CV)